# Universidad del Magdalena
Universidad del Magdalena är ett universitet i Colombia.   Det ligger i kommunen Santa Marta och departementet Magdalena, i den norra delen av landet, 700 km norr om huvudstaden Bogotá. 